# منتور (ایندیانا)
منتور (به انگلیسی: Mentor) یک منطقهٔ مسکونی در ایالات متحده آمریکا است که در شهرستان دوبوا، ایندیانا واقع شده‌است. منتور ۲۲۶ متر بالاتر از سطح دریا واقع شده‌است.